# The Dark Knight Returns - Part 1
The Dark Knight Returns - Part 1 (en España: El Regreso del Caballero Oscuro - Parte 1 y en Hispanoamérica: Batman: Regresa el Caballero Nocturno - Parte 1) es una película de animación, la primera de dos partes, basada en la novela gráfica de cuatro números Batman: The Dark Knight Returns de Frank Miller, publicada en 1986. Fue dirigida por Jay Oliva, el guionista gráfico de Man of Steel. Se estrenó el 25 de septiembre de 2012. La segunda parte del film se estrenó en enero de 2013.

## Sinopsis
Después de que el gobierno haya prohibido la actividad de los superhéroes, el multimillonario empresario Bruce Wayne se vio obligado a retirarse de su persona de Batman. Diez años después, Gotham City está plagada de crimen y aterrorizada por una banda conocida como los Mutantes. Wayne de 55 años mantiene una amistad con el Comisario de Policía de 70 años a punto de retirarse, James Gordon, mientras que el Joker (archienemigo de Batman) ha estado catatónico en el Asilo Arkham desde el retiro de Wayne.
El interno de Arkham Harvey Dent se somete a una cirugía plástica para reparar su rostro desfigurado. A pesar de que es declarado cuerdo, se va rápidamente a la clandestinidad después de su liberación. La desaparición de Dent, las noticias de la epidemia de la delincuencia en toda la ciudad y el recuerdo de la muerte de sus padres conducen a Wayne a convertirse de nuevo en Batman. Él combate delitos graves, rescatando a Carrie Kelley de 13 años, pero ahora lucha con las limitaciones físicas de la edad. La reacción del público a su regreso es dividida; el, psicólogo de Dent, Bartholomew Wolper, culpa a Batman de crear sus propios villanos.
Dent resurge, amenazando con volar un edificio a menos que se pague un rescate. Batman derrota a los secuaces de Dent, descubriendo que las bombas explotarán aún si se paga el rescate; se da cuenta de que Dent pretende suicidarse. Batman desactiva una bomba, y la otra detona inofensivamente. Él derrota a Dent, quien revela que a pesar de que su rostro fue reparado todavía piensa en sí mismo como Dos Caras. 
Kelley se viste como Robin y busca a Batman, que ataca un encuentro de los Mutantes con un Batmóvil parecido a un tanque (incapacitando a la mayoría de ellos). El líder Mutante desafía a Batman a un duelo; él acepta, para probarse a sí mismo que puede ganar. El líder Mutante (que está en su mejor momento) casi mata a Batman, pero Kelley lo distrae lo suficiente para que Batman lo someta. El líder y muchos pandilleros son arrestados. Herido, Batman regresa a la Batcueva con Kelley; él le permite convertirse en su protegida (a pesar de las protestas de su mayordomo, Alfred Pennyworth). Batman hace que Carrie se disfrace como una Mutante, y ella atrae a la banda a una salida de desagüe en el río del oeste. 
En el Departamento de Policía de Gotham City, el alcalde es asesinado por el líder Mutante durante las negociaciones. El comisario Gordon libera deliberadamente al líder, proporcionando un escape del edificio que conduce a la salida del alcantarillado. Ante los mutantes acumulados, Batman lucha contra el líder en un lodazal; el barro desacelera al líder, eliminando su ventaja física, y Batman lo vence. Al ver la derrota de su líder, los Mutantes se dividen en bandas más pequeñas; uno se convierte en los "Hijos de Batman", un grupo de vigilantes violentos.
La victoria de Batman se vuelve pública y los habitantes de la ciudad son inspirados para hacerle frente a la delincuencia. Gordon se retira después de reunirse con su sucesora anti-Batman, Ellen Yindel. En Arkham, los informes televisivos sobre Batman sacan al Joker de su estado catatónico.

## Reparto
- Peter Weller ... Batman/Bruce Wayne
- David Selby ... Comisionado Gordon
- Gary Anthony Williams ... Líder Mutante/Presentador Bill
- Ariel Winter ... Robin/Carrie Kelley
- Wade Williams ... Harvey Dent/Dos Caras
- Carlos Alazraqui ... Hernando/Anfitrión de TV
- Dee Bradley Baker ... Don/Mutante gordo/Voces adicionales
- Paget Brewster ... Lana Lang
- Maria Canals Barrera ... Ellen Yindel
- Cathy Cavadini ... Joanie/Mujer con hot dog
- Townsend Coleman ... Morrie/Civil
- Grey DeLisle ... Presentadora Carla/Mutante mujer
- Richard Doyle ... Alcalde
- Greg Eagles ... Mackie
- Michael Emerson ... Joker
- Michael Jackson ... Alfred Pennyworth
- Danny Jacobs ... Sargento Merkel
- Maurice LaMarche ... Dr. Herbert Willing/Presentador Tom
- Yuri Lowenthal ... Hijo de Batman/Policía novato/Miembro de los Mutantes
- Michael McKean ... Dr. Bartholomew Wolper
- Sam McMurray ... Anchor Ted
- Jim Meskimen ... General Briggs
- Rob Paulsen ... Rob/Jeff Adams/Asaltante
- Andrea Romano ... Mujer/Despacho de la Policía
- Tara Strong ... Michelle/Joven Bruce Wayne/Kevin Ridley/Presentadora Trish/Voces adicionales
- James Patrick Stuart ... Murray
- Gary Anthony Sturgis ... Silk/Otro Spike/Joven Mutante
- James Arnold Taylor ... Mr. Hudson/Spud/Voces adicionales
- Bruce W. Timm ... Thomas Wayne (como Bruce Timm)
- Jim Ward ... Abogado de Femur
- Frank Welker ... Alcalde Stevenson/Meteorólogo/Presentador de TV
- Jim Wise ... Femur
- Gwendoline Yeo ... Lola Chong